# Nothomiza ateles
Nothomiza ateles là một loài bướm đêm trong họ Geometridae.